# Pteronemobius nundra
Pteronemobius nundra är en insektsart som beskrevs av Otte, D. och R.D. Alexander 1983. Pteronemobius nundra ingår i släktet Pteronemobius och familjen syrsor. Inga underarter finns listade i Catalogue of Life.